# Milan Mirosavljev
Milan Mirosavljev (in serbo Милан Миросављев?; Vrbas, 24 aprile 1995) è un calciatore serbo, attaccante del Buxoro.

## Carriera
Ha giocato nella massima serie dei campionati serbo, montenegrino, kazako e lettone.

## Palmarès

### Club

#### Competizioni nazionali
- Prva Liga Srbija: 1

Proleter Novi Sad: 2017-2018